# Hani i Hotit
Hani i Hotit è il luogo situato al confine tra Albania e Montenegro, dove si trova, attraversato dalla strada europea E762, il punto di passaggio tra i due paesi.